# Grand Prix automobile de la Marne 1933
Le Grand Prix automobile de la Marne 1933 (VIII Grand Prix de la Marne) est un Grand Prix qui s'est tenu sur le circuit de Reims-Gueux le 2 juillet 1933.

## Grille de départ

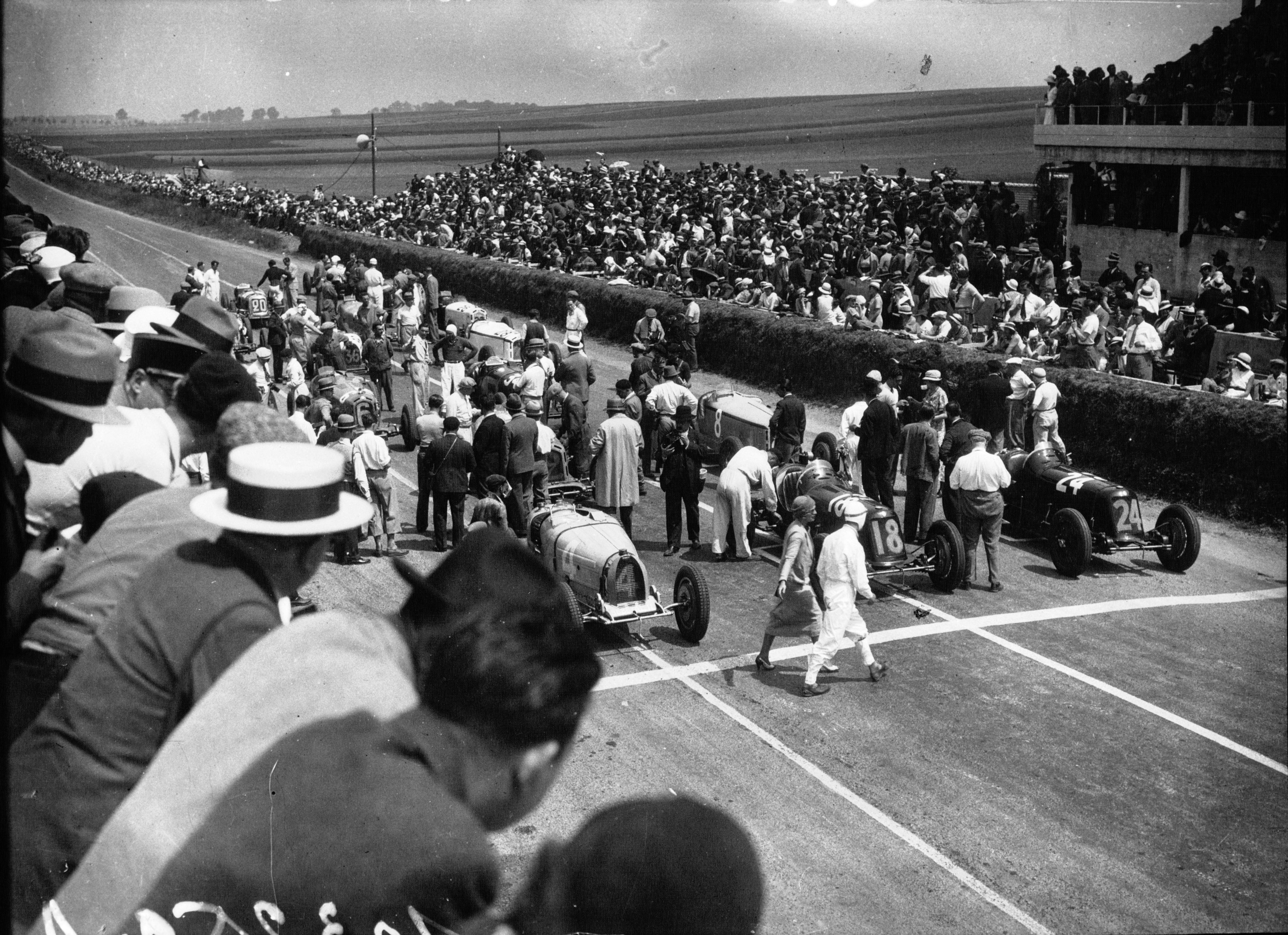
Grille de départ.

| 1re ligne | Pos. 3                         |                                 | Pos. 2                        |                                  | Pos. 1                         |
|           | Zehender Maserati 3 min 2 s 6  |                                 | Campari Maserati 3 min 2 s 2  |                                  | Lehoux Bugatti 3 min 2 s 0     |
| 2e ligne  |                                | Pos. 5                          |                               | Pos. 4                           |                                |
|           |                                | Wimille Alfa Romeo 3 min 6 s 2  |                               | Étancelin Alfa Romeo 3 min 4 s 4 |                                |
| 3e ligne  | Pos. 8                         |                                 | Pos. 7                        |                                  | Pos. 6                         |
|           | Sommer Alfa Romeo 3 min 10 s 0 |                                 | Biondetti MB 3 min 10 s 0     |                                  | Moll Alfa Romeo 3 min 7 s 8    |
| 4e ligne  |                                | Pos. 10                         |                               | Pos. 9                           |                                |
|           |                                | Pietsch Alfa Romeo 3 min 14 s 2 |                               | Braillard Bugatti 3 min 10 s 0   |                                |
| 5e ligne  | Pos. 13                        |                                 | Pos. 12                       |                                  | Pos. 11                        |
|           | Villars Alfa Romeo —           |                                 | Félix Alfa Romeo 3 min 14 s 8 |                                  | Jellen Alfa Romeo 3 min 14 s 8 |
| 6e ligne  |                                | Pos. 15                         |                               | Pos. 14                          |                                |
|           |                                | Nuvolari Alfa Romeo —           |                               | Straight Maserati 3 min 30 s 8   |                                |
| 7e ligne  |                                |                                 |                               |                                  | Pos. 16                        |
|           |                                |                                 |                               |                                  | Von Waldthausen Alfa Romeo —   |

## Classement de la course

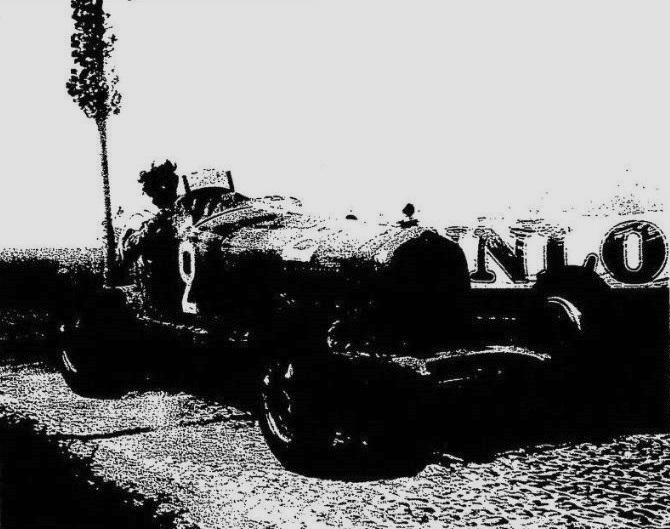
Philippe Étancellin sur Alfa-Romeo Monza, vainqueur du Grand Prix de la Marne en 1933.

| Pos. | no | Pilote                | Écurie                     | Châssis            | Tours | Temps/Abandon                | Grille |
| ---- | -- | --------------------- | -------------------------- | ------------------ | ----- | ---------------------------- | ------ |
| 1    | 2  | Philippe Étancelin    | Privé                      | Alfa Romeo Monza   | 51    | 2 h 45 min 12 s 4 (145 km/h) | 4      |
| 2    | 8  | Jean-Pierre Wimille   | Privé                      | Alfa Romeo Monza   | 51    | + 0 s 2                      | 5      |
| Dsq. | 6  | Guy Moll              | Privé                      | Alfa Romeo Monza   | 48    | Assistance extérieure        | 6      |
| 3    | 10 | Raymond Sommer        | Privé                      | Alfa Romeo Monza   | 48    | + 3 tours                    | 8      |
| 4    | 20 | Whitney Straight      | Privé                      | Maserati Tipo 26 M | 45    | + 6 tours                    | 14     |
| Abd. | 12 | Tazio Nuvolari        | Scuderia Ferrari           | Alfa Romeo Monza   | 31    | Essieu arrière               | 15     |
| Abd. | 4  | Marcel Lehoux         | Privé                      | Bugatti Type 51    | 15    | Transmission                 | 1      |
| Abd. | 24 | Goffredo Zehender     | Privé                      | Maserati 8CM       | 11    | Blessure à l'œil             | 3      |
| Abd. | 28 | Paul Pietsch          | Privé                      | Alfa Romeo Monza   | 10    |                              | 10     |
| Abd. | 18 | Giuseppe Campari      | Officine Alfieri Maserati  | Maserati 8CM       | 8     | Blessure à l'œil             | 2      |
| Abd. | 26 | Julio Villars         | Equipe Villars-Waldthausen | Alfa Romeo Monza   | 3     | Fuite du réservoir d'huile   | 13     |
| Abd. | 14 | Pierre Félix          | Privé                      | Alfa Romeo Monza   | 3     |                              | 7      |
| Abd. | 30 | Charles Jellen        | Privé                      | Alfa Romeo Monza   | 2     | Mécanique                    | 11     |
| Abd. | 36 | Louis Braillard       | Privé                      | Bugatti Type 51    |       |                              | 9      |
| Abd. | 34 | Clemente Biondetti    | Privé                      | MB Speciale        |       |                              | 7      |
| Abd. | 22 | Horst von Waldthausen | Equipe Villars-Waldthausen | Alfa Romeo Monza   |       |                              | 16     |
| Np.  | 16 | Benoît Falchetto      | Privé                      | Bugatti Type 51    |       | Non partant                  |        |
| Np.  | 32 | Juan Zanelli          | Privé                      | Alfa Romeo Monza   |       | Non partant                  |        |

- Légende: Abd.=Abandon - Dsq.=Disqualifié - Np.=Non partant.

## Pole position et record du tour
- Pole position :  Marcel Lehoux (Bugatti) en 3 min 2 s 0.
- Meilleur tour en course :  Tazio Nuvolari (Alfa Romeo) en 3 min 5 s 0 (152,3 km/h) au troisième tour.